# Kuehneromyces
Kuehneromyces là một chi nấm tán trong họ Strophariaceae, thuộc bộ Agaricales. Chi này được hai nhà nghiên cứu Rolf Singer và Alexander H. Smith miêu tả khoa học lần đầu tiên vào năm 1946.